# Neobisium biharicum
Neobisium biharicum är en spindeldjursart som beskrevs av Beier 1939. Neobisium biharicum ingår i släktet Neobisium och familjen helplåtklokrypare. Inga underarter finns listade i Catalogue of Life.